# Гелея
Геле́я (Heleia) — рід горобцеподібних птахів родини окулярникових (Zosteropidae). Представники цього роду мешкають в Південно-Східній Азії.

## Види
Рід нараховує десять видів: 
- Окулярець жовточеревий (Heleia javanica)
- Окулярець серамський (Heleia pinaiae)
- Окулярець-крихітка (Heleia squamifrons)
- Окулярець масковий (Heleia goodfellowi)
- Окулярець малий (Heleia squamiceps)
- Окулярець жовтобровий (Heleia superciliaris)
- Окулярець чубатий (Heleia dohertyi)
- Гелея строкатогруда (Heleia muelleri)
- Гелея великодзьоба (Heleia crassirostris)
- Окулярник рудолобий (Heleia wallacei)

За результатами молекулярно-генетичного дослідження 2009 року до роду Гелея (Heleia) були включені всі види, які раніше належали до родів Окулярець (Lophozosterops) і Окулярець-крихітка (Oculocincta) та один вид, що раніше належав до роду Окулярник (Zosterops).